# Заріччя (Конотопський район)
Заріччя —  село в Україні, у Кролевецькій міській громаді Конотопського району Сумської області. Населення становить 91 осіб. До 2020 орган місцевого самоврядування — Гречкинська сільська рада.

## Географія
Село Заріччя знаходиться на лівому березі річки Есмань, вище за течією на відстані 3 км розташоване село Гречкине, нижче за течією на відстані 4,5 км розташоване колишнє село Піонерське, на протилежному березі - село Київське. На відстані 1 км розташоване село Дідівщина. До села примикає великий лісовий масив (сосна). Поруч проходить залізнична гілка до станції Пиротчине.

## Історія
12 червня 2020 року, відповідно до розпорядження Кабінету Міністрів України № 723-р «Про визначення адміністративних центрів та затвердження територій територіальних громад Сумської області», село увійшло до складу Кролевецької міської громади.
19 липня 2020 року, в результаті адміністративно-територіальної реформи та ліквідації Кролевецького району, увійшло до складу новоутвореного Конотопського району.

## Символіка
На гербі села зображені спеціальні лопати для видобутку торфу на чорному тлі, що символізує торф'яний видобуток поблизу села. Хвойний ліс символізує великі лісові масиви, а шолом веде нас до місцевої легенди про викопані ями в лісі.

## Цікаві факти
У місцевих лісах є ями рукотворного походження. В селі існує легенда що під час монголо-татарської навали, щоб пересікти місцеві болотисті угіддя вони мостили з лісу гаті,  а ґрунт для них вибирали шоломами у лісі.